# Gloriana dentilinea
Gloriana dentilinea là một loài bướm đêm trong họ Noctuidae.